# Silkworm (groupe)
Pour les articles homonymes, voir Silkworm.
Silkworm est un groupe de rock indépendant américain, originaire de Missoula, dans le Montana. La formation initiale se composait de Tim Midgett, Joel RL Phelps, Andy Cohen et Michael Dahlquist. Phelps quitte le groupe en 1994. Dahlquist meurt dans un accident de trafic en juillet 2005. Midgett et Cohen se lancèrent alors dans un nouveau projet nommé Bottomless Pit.

## Biographie
Les membres fondateurs Tim Midyett, Joel RL Phelps, et Andy Cohen commencent à écrire et jouer sous le nom de Ein Heit à Missoula, dans le Montana, entre 1985 et 1987. En 1987, ils adoptent ensuite le nom de Silkworm.
Ils se relocalisent à Seattle en 1990, où ils rencontre le batteur Michael Dahlquist. Lors d'un entretien radio avec WNUR à la Northwestern University, Steve Albini révèle avoir fréquenté le Hellgate High School, le même lycée que Phelps, Midyett, et Cohen. Ce lien mène Albini à enregistrer l'album In the West. Phelps quitte le groupe en 1994 à cause de problèmes de santé mentale et des longues tournées.
Matt Kadane de Bedhead et The New Year joue des claviers sur Italian Platinum et It'll Be Cool. Michael Dahlquist est tué le 14 juillet 2005 lorsque sa voiture est percutée par derrière par celle de Jeanette Sliwinski, qui tentait de mettre fin à ses jours. Douglas Meis (Exo, the Dials) et John Glick (Returnables) est aussi tué dans l'accident. Midyett et Cohen forme Bottomless Pit.

## Discographie

### Albums studio
- 1992 : L'ajre (Temporary Freedom)
- 1994 : In the West (C/Z)
- 1994 : Libertine (El Recordo)
- 1996 : Firewater (Matador Records)
- 1997 : Developer (Matador Records)
- 1998 : Even A Blind Chicken Finds A Kernel of Corn Now And Then: 1990-1994 (Matador Records)
- 1998 : Blueblood (Touch and Go Records)
- 2000 : Lifestyle (Touch and Go Records)
- 2002 : Italian Platinum (Touch and Go Records)
- 2004 : It'll Be Cool (Touch and Go Records)

### Singles et EP
- "Slipstream" b/w "Inside Outside" 7" (Punchdrunk, 1991)
- "The Chain" b/w "Our Secret" 7" (Temporary Freedom, 1992)
- "Violet" b/w "Around A Light" 7" (Blatant, 1993)
- His Absence Is A Blessing 12" EP (Stampede, 1993)
- "In The Bleak Midwinter" b/w Engine Kid's "The Little Drummer Boy" (split single, C/Z, 1993)
- "Into The Woods" b/w "Incaduce California" 7" (Rockamundo, 1993)
- "Couldn't You Wait" b/w "The Grand Tour" 7" (Matador, 1995)
- "The Marco Collins Session" 7"/CD EP
- "Quicksand" b/w "On The Road, One More Time" 7" (My Pal God, 1996)
- "Never Met A Man I Didn't Like" b/w "You Ain't Goin' Nowhere" 7" (Matador 1997)
- "The Other Side" b/w "I Must Pianner", "I Must Prepare" 7" (Moneyshot, 1998)
- "You Are Dignified" CD EP (12XU, 2003)
- "Chokes!" CD EP (12XU, 2006)